# Spirurida
Spirurida — ряд паразитичних нематод класу Сецернентії (Secernentea). 

## Опис
Як і всі нематоди, вони не мають ні кровообігу, ні дихальної системи. Задній кінець чоловічих особин є вентрально вигнутий має дві, нерівної довжини, спікули. Стилет відсутній. Мають дві латеральні губи (іноді 6 або відсутні). Форма тіла, як правило, циліндрична (ниткоподібна), звужена до обох кінців тіла. 
Ці нематоди паразитують у водних та наземних хребетних тваринах, проміжними господарями є членистоногі. Деякі Spirurida, як наприклад рід Gongylonema, можуть викликати захворювання у людини.

## Класифікація
Ряд містить 780 родів і більше 6000 видів..
Є сумніви, щодо внутрішньої систематики Spirurida, і деякі групи, які розміщені тут, можуть належати до інших таксономічних груп у складі сецерненій. 

### Надродини
Наступні надродини, принаймні тимчасово розміщені в Spirurida: 
- Acuarioidea
- Aproctoidea
- Diplotriaenoidea
- Filarioidea
- Gnathostomatoidea
- Habronematoidea
- Physalopteroidea
- Rictularioidea
- Spiruroidea
- Thelazioidea